# Wailuku
Wailuku est une census-designated place des États-Unis d'Amérique, située sur l'île de Maui, dans l’État d'Hawaï. C’est le siège du comté de Maui. Elle est située juste à l'ouest de Kahului, à l'embouchure de la vallée de ʻĪao. Lors du recensement de 2010, elle comptait 15 313 habitants.
Au début du siècle dernier, Wailuku était la principale destination touristique de Maui ; cependant, l'émergence de villes comme Kaʻanapali vint l'éclipser. Il ne reste plus un seul hôtel à Wailuku aujourd'hui. Elle compte néanmoins quelques attractions, principalement des sites historiques : l'église de Kaʻahumanu, qui doit son nom à la reine Kaʻahumanu et date de 1876, ainsi que la maison Bailey, relique du XIXe siècle qui abrite de nos jours un musée. 
Deux anciens temples existent près de Wailuku. Ces temples, nommés heiaus, sont le Heiau Halekiʻi et le Heiau Pihanakalani. Ils sont tous deux vieux de centaines d'années et furent le lieu de sacrifices humains par les Hawaïens.

## Démographie
| Groupe            | Wailuku | Hawaï | États-Unis |
| ----------------- | ------- | ----- | ---------- |
| Asiatiques        | 37,2    | 38,6  | 4,8        |
| Métis             | 28,8    | 23,6  | 2,9        |
| Blancs            | 21,0    | 24,7  | 72,4       |
| Océaniens         | 10,8    | 10,0  | 0,2        |
| Autres            | 1,3     | 1,3   | 6,2        |
| Afro-Américains   | 0,6     | 1,6   | 12,6       |
| Amérindiens       | 0,3     | 0,3   | 0,9        |
| Total             | 100     | 100   | 100        |
|                   |         |       |            |
| Latino-Américains | 10,3    | 8,9   | 16,7       |

Selon l'American Community Survey, pour la période 2011-2015, 79,34 % de la population âgée de plus de 5 ans déclare parler l'anglais à la maison, 8,99 % déclare parler une langue polynésienne, 3,57 % le tagalog, 3,32 % l'espagnol, 2,42 % le japonais, 0,79 % le vietnamien, 0,71 % une langue chinoise et 0,87 % une autre langue.
| 2000   | 2010   | - | - | - | - |
| ------ | ------ | - | - | - | - |
| 11 212 | 15 313 | - | - | - | - |

## Source
- (en) Cet article est partiellement ou en totalité issu de l’article de Wikipédia en anglais intitulé « Wailuku, Hawaii » (voir la liste des auteurs).